# Secretariaat-generaal van de Europese Commissie

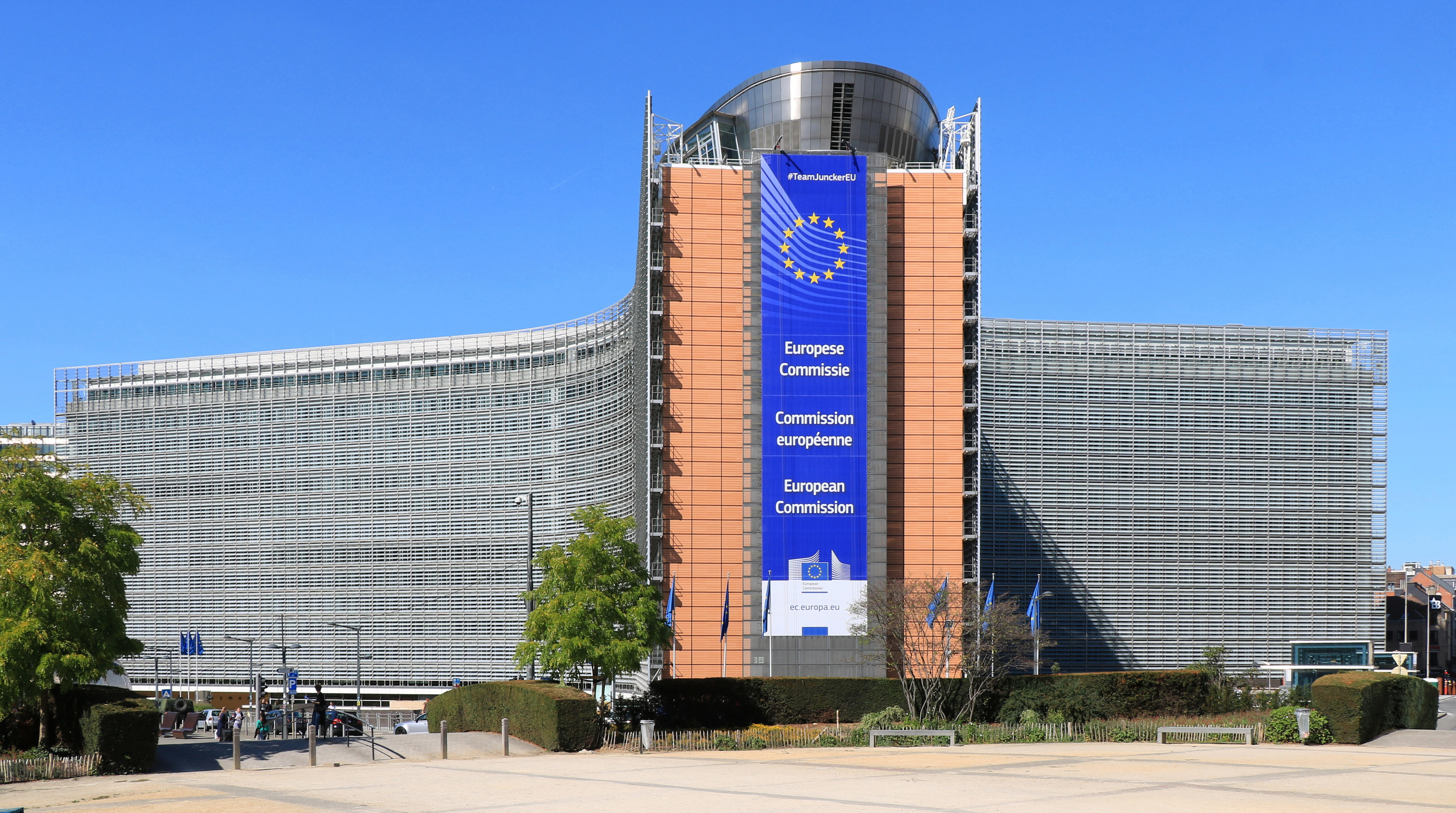
Het Berlaymontgebouw in Brussel, zetel van het Secretariaat-generaal van de Europese Commissie.

Het Secretariaat-generaal van de Europese Commissie is een ambtelijk dienstonderdeel van de Europese Commissie. 
De secretaris-generaal is onder meer verantwoordelijk voor de ondersteuning van het dagelijks werk van de Commissie en de ondersteuning van andere directoraten-generaal. Het secretariaat-generaal heeft ongeveer 600 man aan personeel en heeft zijn hoofdkantoor in het Berlaymontgebouw in Brussel.
Aan het hoofd van het secretariaat-generaal staat de secretaris-generaal. Die legt als hoofd van het orgaan verantwoording af aan de voorzitter van de Europese Commissie. Dit is tevens de hoogste ambtenaar bij de Europese Commissie. De positie werd vanaf 1 maart 2018 bekleed door Martin Selmayr. In augustus 2019 nam Ilze Juhansone deze functie van hem over.

## Taken
De secretaris-generaal is de belangrijkste ambtelijke functie binnen de instellingen van de Europese Commissie. De functionaris is verantwoordelijk voor de volgende taken:
| Taak | Middelen |
| --- | --- |
| Het coördineren van de samenwerking tussen de directoraten-generaal                                                   | |
| Relaties onderhouden met de overige EU-instellingen, waaronder de Raad van de Europese Unie en het Europees Parlement | |
| Ervoor zorgen dat de werkzaamheden van de gehele Europese Commissie goed verlopen                                     | De secretaris-generaal probeert via haar secretariaat expertise en ondersteuning te bieden aan de commissie en woont tevens elke week de vergadering van het College van Commissarissen bij (momenteel de commissie-Von der Leyen). |

## Secretarissen-generaal
| Secretaris-generaal | Nationaliteit       | Aanvang                                                             | Einde             | Europese Commissie      |
| ------------------- | ------------------- | ------------------------------------------------------------------- | ----------------- | ----------------------- |
| Ilze Juhansone      | Letland             | 14 januari 2020 Sinds 1 augustus 2019 Fungerend secretaris-generaal | tot op heden      | Commissie-Von der Leyen |
| Martin Selmayr      | Duitsland           | 1 maart 2018                                                        | 31 juli 2019      | Commissie-Juncker       |
| Alexander Italianer | Nederland           | 1 september 2015                                                    | 28 februari 2018  | Commissie-Juncker       |
| Catherine Day       | Ierland             | 11 november 2005                                                    | 31 augustus 2015  | Commissie-Juncker       |
| Catherine Day       | Ierland             | 11 november 2005                                                    | 31 augustus 2015  | Commissie-Barroso II    |
| Catherine Day       | Ierland             | 11 november 2005                                                    | 31 augustus 2015  | Commissie-Barroso I     |
| David O'Sullivan    | Ierland             | 1 juni 2000                                                         | 10 november 2005  | Commissie-Barroso I     |
| David O'Sullivan    | Ierland             | 1 juni 2000                                                         | 10 november 2005  | Commissie-Prodi         |
| Carlo Trojan        | Nederland           | 1 augustus 1997                                                     | 31 mei 2000       | Commissie-Prodi         |
| Carlo Trojan        | Nederland           | 1 augustus 1997                                                     | 31 mei 2000       | Interim-commissie-Marín |
| Carlo Trojan        | Nederland           | 1 augustus 1997                                                     | 31 mei 2000       | Commissie-Santer        |
| David Williamson    | Verenigd Koninkrijk | 19 september 1987                                                   | 31 juli 1997      | Commissie-Santer        |
| David Williamson    | Verenigd Koninkrijk | 19 september 1987                                                   | 31 juli 1997      | Commissie-Delors III    |
| David Williamson    | Verenigd Koninkrijk | 19 september 1987                                                   | 31 juli 1997      | Commissie-Delors II     |
| David Williamson    | Verenigd Koninkrijk | 19 september 1987                                                   | 31 juli 1997      | Commissie-Delors I      |
| Émile Noël          | Frankrijk           | 26 maart 1958                                                       | 18 september 1987 | Commissie-Delors I      |
| Émile Noël          | Frankrijk           | 26 maart 1958                                                       | 18 september 1987 | Commissie-Thorn         |
| Émile Noël          | Frankrijk           | 26 maart 1958                                                       | 18 september 1987 | Commissie-Jenkins       |
| Émile Noël          | Frankrijk           | 26 maart 1958                                                       | 18 september 1987 | Commissie-Ortoli        |
| Émile Noël          | Frankrijk           | 26 maart 1958                                                       | 18 september 1987 | Commissie-Mansholt      |
| Émile Noël          | Frankrijk           | 26 maart 1958                                                       | 18 september 1987 | Commissie-Malfatti      |
| Émile Noël          | Frankrijk           | 26 maart 1958                                                       | 18 september 1987 | Commissie-Rey           |
| Émile Noël          | Frankrijk           | 26 maart 1958                                                       | 18 september 1987 | Commissie-Hallstein II  |
| Émile Noël          | Frankrijk           | 26 maart 1958                                                       | 18 september 1987 | Commissie-Hallstein I   |